# Římskokatolická farnost Korolupy
Římskokatolická farnost Korolupy je územní společenství římských katolíků s farním kostelem svatého Vavřince ve vranovském děkanství. Po založení obce (první písemná zmínka v roce 1371) spadaly Korolupy pod děkanát bítovský, později telčský a nakonec vranovský, farnost bítovskou. Po vystavění vlastní fary v roce 1857 proběhlo následující rok založení vlastní farnosti.

## Historie farnosti
Hrad Bítov jako středisko politické, vojenské a hospodářské správy „kraje (districtus) bítovského“ pravděpodobně býval také církevním centrem celé jihozápadní Moravy. Od 13. stol. držel plebán na hradě Bítově dozor nad farami a zastával v kraji pozici děkana. Postupně vznikající děkanství „kraje bítovského“ („decanatus districtus Vetoviensis“) kopírovalo hranice politické správy a převzalo i jeho název (decanatus districtus Vetoviensig). Od konce 16. stol. zastávali děkanský post výhradně faráři z Telče, kteří se už na počátku 17. stol. označovali také děkany „telečskými“ a od poloviny 17. stol. užívali nadále výhradně titulu děkana „telečského“.

### Děkanství telčské
V roce 1668 patřilo k děkanství telčskému 65 farností (farních kostelů): Telč, Kostelní Myslová, Mrákotín, Studená, Batelov, Třešť, Urbanov, Radkov, Růžená, Stonařov, Vílanec, Kostelec, Rančířov, Jihlava, Luka, Brtnice, Příseka, Střížov, Kněžice, Heraltice, Přibyslavice, Okříšky, Opatov, Předín, Stařeč, Čáslavice, Rokytnice, Babice, Šebkovice, Újezd (Horní), Želetava, Pavlov, Stará Říše, Nová Říše, Krasonice, Budeč, Slatina (Horní), Domamil, Lukov, Jakubov, Mor. Budějovice, Častohostice, Blížkovice, Bítov, Kdousov, Újezd (Velký), Budkov, Slavíkovice, Jemnice, Stálky, Vratěnín, Rancířov, Dešná, Nové Sady, Staré Hobzí, Slavonice, Český Rudolec, Matějovec, Cizkrajov, Lidéřovice, Lipolec, Dačice, Bílkov, Volfířov a Kostelní Vydří.
Po roce 1668 se počalo děkanství telčské postupně drobit a na jeho rozsáhlém území nebo v jeho sousedství vyrůstaly nové děkanáty, ke kterým byly z děkanství telčského přiřazovány farnosti: roku 1670 děkanství jaroměřické, roku 1671 děkanství slavonické (roku 1789 přeloženo do Dačic), roku 1690 děkanství měřínské, kolem roku 1700 děkanství blížkovické (roku 1735 přeloženo do Jevišovic), roku 1730 děkanství želetavské, roku 1755 děkanství jihlavské, roku 1770 děkanství jemnické, roku 1778 děkanství vranovské.

### Děkanství vranovské
Děkanství vranovské se v roce 1778 vydělilo z děkanství telčského. V rámci moravské církevní provincie spadalo podle církevního uspořádání římskokatolické církve pod biskupství brněnské (vznik r. 1777) a arcikněžství znojemské (děkanáty hostěradský, vranovský, jevišovský, olbramovský, vranovský a znojemský). Z bývalého telečského děkanátu převzalo farnosti v Bítově a Stálkách, dále pak několik farností z děkanátu znojemského.
Po roce 1949 se děkanství vranovské rozrostlo o farnosti Blížkovice, Hostim, Jevišovice, Římskokatolická farnost Pavlice (děkanát jevišovický), Citonice a Mašovice (děkanát znojemský).

### Farnost bítovská
Fara bítovská patří k nejstarším na Moravě. Roku 1354 je zde připomínán bítovský děkan Sander (Sanderus decanus Vetoviens), roku 1376 bítovský děkan Stephan/Štěpán, roku 1378 kaplan Niklas, roku 1388 bítovský farář Peter Jenovec, roku 1404 farář Hodík a roku 1421 Václav, roku 1424 oltářník Ješek, jenž prodal k oltáři sv. Vavřince příslušné pozemky ve Vysočanech, roku 1481 bítovský farář Philipp/Filip, roku 1492 farář Mathias/Matyáš, který pohnal Leopolda z Krajku, že mu odňal farní obilný desátek z přifařené osady Chrlop (Korolup). 
Před bitvou na Bílé hoře a krátce i po ní vedli duchovní správu čeští bratři (r. 1562 českobratrský kněz Diviš, r. 1621 protestantský pastor Ján Konečný, zemřel v Korolupech/Chrlopech). V protireformačním období roku 1630 už působil na faře katolický v Bítově farář Jan Záhřebský (Zagrabinus), který obstarával i faru ve Štítarech. Teprve v roce 1653 investovala faráře na farnost konzistoř. 
Starý bítovský hřbitov ležel na návrší zvaném Sedlíšek, kam byli pochováváni i farníci z přifařených obcí. Farní budova stála při kostele svatého Václava (starý Bítov před zatopením), roku 1833 obdržela hospodářská stavení a roku 1850 byla přestavěna a rozšířena. Patronát drželi majitelé panství (velkostatku) Bítov.
K bítovské faře bývaly přifařeny osady: Chvalatice, Korolupy (Chrlopy), Oslnovice, Vysočany, Zblovice a panský dvůr Vranč. K odfaření Chvalatic došlo už v roce 1784. Až do odfaření Korolup vedli faráři duchovní správu v českém a německém jazyce, následně již jen česky (jako jediná fara ve vranovském děkanátu). Farní matriky i pro obec Korolupy jsou na Bítově vedeny od roku 1751. Farní pamětní knihu založil roku 1791 farář František Antonín Eisselt.
- 1839 farář Joseph Hranač (* 1787 Horažďovice), svátost kněžství 1815, kooperátor Franz Trnka (* 1813 Jemnice), svátost kněžství 1837[7]
- 1854 farář František Trnka (* 1813 Jemnice), svátost kněžství 1837, k farnosti patřila hradní kaple na Bítově, filiální kostel v Korolupech, škola v Bítově a škola v Korolupech.[8]

### Farnost korolupská
V roce 1797 započala obec se stavbou kaple, která byla 2. srpna 1798 dokončena a zasvěcena patronovi sv. Vavřinci, hřbitov za vsí (na severovýchodě) vysvětil farář roku 1806 a v roce 1853 proběhlo rozšíření kaple o sakristii. Stavbu farní budovy (čp. 58) obec dokončila v roce 1857. V roce 1861 čítala farnost 386 katolíků, z toho 50 dětí školou povinných. Od roku 1858 jsou vedeny matriky na faře korolupské, s jejichž vedením započal pan farář Johann Schmiedmayer.

### Generální vikariát Mikulov - děkanát Vranov 1938-1945
Po Mnichovské dohodě a odstoupení pohraničí byl biskupským dekretem Msgre. Josefa Kupky (uveřejněném v Acta curiae eposcopalis Brunensis pod č. 1152) generálním vikářem odtržené části brněnské diecéze dne 16. listopadu 1938 ustanoven probošt mikulovské kapituly Mons. Franz Linke, po jeho smrti (29. prosince 1944) dne 19. března 1945 Dr. Johann Zabel, dosavadní farář v Litobratřicích. Biskupský generální vikariát sídlil v Mikulově a zahrnoval 104 farnosti. Děkanství vranovské spravoval farnosti: Vranov, Lubnice, Korolupy, Lančov, Lukov, Horní Břečkov, Starý Petřín, Šafov, Štítary, Stálky a Chvalatice.

## Duchovní správci
Prvním farářem ve farnosti byl od 29. prosince 1857 Johann Schmiedmayer. Od 1. ledna 2006 je administrátorem excurrendo R. D. Mgr. Milan Plíšek. Jde o člena farního týmu FATYM. FATYM je společenství katolických kněží, jáhnů a jejich dalších spolupracovníků působících v brněnské diecézi od roku 1996. Jedná se o společnou správu několika kněží nad větším množstvím farností a to i za spolupráce laiků. Mimo to, že se FATYM stará o svěřené farnosti, snaží se jeho členové v České republice vypomáhat podle svých sil v různých oblastech pastorace.

## Bohoslužby
| Kostel           | Místo    | Bohoslužba (den) | Hodina     | Poznámka     |
| ---------------- | -------- | ---------------- | ---------- | ------------ |
| svatého Vavřince | Korolupy | neděle pátek     | 8.30 16.00 | farní kostel |

## Aktivity ve farnosti
FATYM vydává čtyřikrát do roka společný farní zpravodaj (velikonoční, prázdninový, dušičkový a vánoční) pro farnosti Vranov nad Dyjí, Přímětice, Bítov, Olbramkostel, Starý Petřín, Štítary na Moravě, Chvalatice, Stálky, Lančov, Horní Břečkov, Prosiměřice, Vratěnín, Citonice, Šafov, Korolupy, Těšetice, Lubnice, Lukov, Práče a Vratěnín. Dnem vzájemných modliteb farností za bohoslovce a bohoslovců za farnosti brněnské diecéze je 2. říjen. Adorační den připadá na 9. října.
Ve farnosti se koná tříkrálová sbírka, v roce 2015 se při ní vybralo 3 652 korun. O rok později činil výtěžek sbírky 3 850 korun V roce 2017 dosáhl její výtěžek 4 222 korun.